# محمد سالمان الزملوط
اللواء أركان حرب محمد سالمان الزملوط عسكري مصري. ينتسب إلى قبيلة البياضية بمحافظة شمال سيناء. 
شغل عدة مناصب رفيعة منها قائد المنطقة الشمالية العسكرية ورئيس هيئة البحوث العسكرية. ويشغل حالياً منصب محافظ الوادي الجديد.

## دراسته العسكرية
- تخرج من الكلية الحربية برتبة ملازم
- حصل على ماجستير العلوم العسكرية
- حصل على دكتوراه العلوم العسكرية

## حياته العسكرية
- تدرج في الرتب العسكرية حتى رتبة لواء

- رئيس هيئة البحوث العسكرية.[3]
- قائد المنطقة الشمالية العسكرية.[4]
- رئيس أركان المنطقة المركزية.

## مناصب مدنية
- محافظ الوادي الجديد.